# 閔謹
閔謹（？—？），號朴菴，江西南昌府新建縣人。

## 生平
万历四十三年（1615年）乙卯科江西乡试举人，四十七年（1619年）己未科進士，吏部觀政，授吳縣知縣，天啓二年（1622年）升刑部河南司主事，天啓三年七月往关内审决，五年升员外郎，六月往湖广恤刑，晋刑部郎中。崇祯元年二月升广东岭西兵巡道右参议，三年升四川按察司副使，四年調任云南副使，六年升四川右參政，歷升浙江按察使，官至四川右布政使。

## 家族
曾祖閔君右，庠生。祖父閔禎。父閔熺。